# 대한불교관음종
대한불교관음종은 대한불교 관음종의 종지, 종헌에 입각하여 종단의 유지 발전에 필요한 자산을 소유 관리하기 위하여 1989년 1월 13일 설립된 문화체육관광부 소관의 재단법인이다. 사무실은 서울특별시 종로구 종로63가길 31 (숭인동)에 있다.

## 주요 사업
- 종단 발전에 관한 사업
- 삼보 호지에 관한 사업
- 종헌․종법에 의한 제반 유지 운영에 관한 사업
- 교육 포교에 관한 사업
- 사회복지를 위한 지원사업과 시설의 설치운영 및 위탁관리
- 납골당, 납골묘 설치에 관한 사업
- 종헌․종법에 의한 건립된 사암(포교당 포함)의 지원사업